# Campionato mondiale di scherma 2005 - Sciabola a squadre maschile
Il Campionato mondiale di scherma 2005 di Lipsia in Germania.
Fasi di qualificazione della sciabole a squadre maschile (14 ottobre).
Per la classifica finale generale vedi Classifica.

## Turni di eliminazione
| 1º turno (prima parte) | 1º turno (prima parte) | 1º turno (prima parte) | 1º turno (seconda parte) | 1º turno (seconda parte) | 1º turno (seconda parte) |
| ---------------------- | ---------------------- | ---------------------- | ------------------------ | ------------------------ | ------------------------ |
| Italia                 |                        | qual.                  | Venezuela                | Giappone                 | 45-33                    |
| Cina                   | India                  | 45-04                  | Argentina                | Bielorussia              | 39-45                    |
| Ucraina                |                        | qual.                  | Qatar                    | Grecia                   | 30-45                    |
| Corea del Sud          | Kazakistan             | 45-33                  | USA                      |                          | qual.                    |
| Russia                 |                        | qual.                  | Georgia                  | Canada                   | 26-45                    |
| Spagna                 | Sudafrica              | 45-10                  | Ungheria                 |                          | qual.                    |
| Germania               |                        | qual.                  | Azerbaigian              | Romania                  | 22-45                    |
| Polonia                | Iran                   | 45-25                  | Francia                  |                          | qual.                    |

## 8idi finale
| 16i di finale | 16i di finale | 16i di finale |
| ------------- | ------------- | ------------- |
| Italia        | Venezuela     | 45-27         |
| Cina          | Bielorussia   | 45-41         |
| Ucraina       | Grecia        | 45-21         |
| Corea del Sud | USA           | 36-45         |
| Russia        | Canada        | 45-34         |
| Spagna        | Ungheria      | 45-42         |
| Germania      | Romania       | 45-32         |
| Polonia       | Francia       | 43-45         |

## 4idi finale
| 4i di finale (9º-16º posto) | 4i di finale (9º-16º posto) | 4i di finale (9º-16º posto) | 4i di finale (1º-8º posto) | 4i di finale (1º-8º posto) | 4i di finale (1º-8º posto) |
| --------------------------- | --------------------------- | --------------------------- | -------------------------- | -------------------------- | -------------------------- |
| Venezuela                   | Bielorussia                 | 22-45                       | Italia                     | Cina                       | 45-33                      |
| Grecia                      | Corea del Sud               | 31-45                       | Ucraina                    | USA                        | 45-43                      |
| Canada                      | Ungheria                    | 33-45                       | Russia                     | Spagna                     | 45-34                      |
| Romania                     | Polonia                     | 45-36                       | Germania                   | Francia                    | 36-45                      |

## Semifinali
| Semifinali (13º-16º posto) | Semifinali (13º-16º posto) | Semifinali (13º-16º posto) | Semifinali (9º-12º posto) | Semifinali (9º-12º posto) | Semifinali (9º-12º posto) | Semifinali (5º-8º posto) | Semifinali (5º-8º posto) | Semifinali (5º-8º posto) | Semifinali (1º-4º posto) | Semifinali (1º-4º posto) | Semifinali (1º-4º posto) |
| -------------------------- | -------------------------- | -------------------------- | ------------------------- | ------------------------- | ------------------------- | ------------------------ | ------------------------ | ------------------------ | ------------------------ | ------------------------ | ------------------------ |
| Venezuela                  | Grecia                     | 43-45                      | Bielorussia               | Corea del Sud             | 45-30                     | Cina                     | USA                      | 31-45                    | Italia                   | Ucraina                  | 45-33                    |
| Canada                     | Polonia                    | 41-45                      | Ungheria                  | Romania                   | 45-37                     | Spagna                   | Germania                 | 33-45                    | Russia                   | Francia                  | 45-44                    |

## Finale
| Finali    | Finali        | Finali   | Finali |
| --------- | ------------- | -------- | ------ |
| 15º posto | Venezuela     | Canada   | 24-45  |
| 13º posto | Grecia        | Polonia  | 29-45  |
| 11º posto | Corea del Sud | Romania  | 40-45  |
| 9º posto  | Bielorussia   | Ungheria | 45-31  |
| 7º posto  | Cina          | Spagna   | 30-45  |
| 5º posto  | USA           | Germania | 45-34  |
| 3º posto  | Ucraina       | Francia  | 43-45  |
| 1º posto  | Italia        | Russia   | 44-45  |